# 大鳥郡
大鸟郡为過去日本大阪府轄下的一个郡，已于1896年4月1日与和泉郡合并为泉北郡。
在1880年實施郡區町村編制法時的辖区包括现在的堺市堺區、中區、西區、南區、北區的西北部地區和高石市。

## 歷史
在令制國時代屬於和泉國，江戶時代大部分區域為幕府直轄領、田安德川家、一橋德川家和旗本的領地，另有少部分區域為關宿藩、伯太藩、岸和田藩的領地。
根据《舊高舊领取調帳》中记载，明治初期便已存在的村落：（1町90村）
| 知行   | 知行                         | 村数 | 村名 |
| ------ | ---------------------------- | ---- | --- |
| 幕府領 | 幕府領（大坂町奉行）         | 1町  | 堺町 |
| 幕府領 | 幕府領（内海多次郎支配所）   | 12村 | 山本新田、平田新田、盐滨新田、若松新田、松屋新田、北庄村、中筋村、舳松村、湊村、上石津村、夕云开、赤畑村 |
| 幕府領 | 幕府領（增田作右卫門支配所） | 3村  | 新村、大鳥村、野代村 |
| 幕府領 | 幕府領（岸和田藩預地）       | 1村  | 下石津村 |
| 幕府領 | 田安德川家                   | 27村 | 船尾村、东下村、西下村、山内下村、市村、今在家村、北王子村、上村（現・堺市西区）、草部村、西村、百済村、高田村、梅村、土师村、土师新田、金口村、東村（現・堺市北区）、畑山新田、土塔新田、深井村、家原寺村、南村、堀上村、平岡村、八田寺村、毛穴村、北村（八田北村） |
| 幕府領 | 一橋德川家                   | 8村  | 長承寺村、富木村、菱木村、大园村、南出村、新家村、土生村、原田村 |
| 幕府領 | 旗本領                       | 11村 | 踞尾村、上之村、岩室村、北村、見野山村、福田村、高蔵寺村、深坂村、辻之村、土佐屋新田、田园村 |
| 藩領   | 下总關宿藩                   | 13村 | 平井村、東山新田、伏尾新田、小坂村、東村（現・堺市中区）、和田村、楢葉向山新田、野野井村、栂村、别所村、上村（現・堺市南区）、大森村、桧尾村 |
| 藩領   | 和泉伯太藩                   | 12村 | 丰田村、釜室村、富藏村、畑村、片藏村、逆濑川村、三木閉村、太平寺村、大庭寺村、小代村、田中村、钵峰寺村 |
| 藩領   | 和泉岸和田藩                 | 3村  | 高石北村、高石南村、市場村 |

1868年明治維新後，而屬幕府的領地曾短暫被劃入大坂裁判所（後改為大阪府）管轄，僅半年即被改劃入新設立的堺縣，此後關宿藩領地、田安德川家領地、一橋德川家領地、岸和田藩領地也陸續被劃入堺縣，至1871年實施廢藩置縣時，除了原屬伯太藩領地改設為伯太縣以外，其餘區域皆屬於堺縣；但僅四個月後，在1871年年底的第一次府縣整併中，伯太縣也被併入堺縣，至此大鳥郡全部區域都屬於堺縣。
1880年實施郡區町村編製法，正式的設置了近代的行政區劃「大鳥郡」，同時原本的堺町也自大鳥郡中獨立設置為堺區（後來成為堺市），而大鳥郡的郡役所則是和和泉郡合設於堺區。
1881年，由於堺縣被併入大阪府，此後大鳥郡成為大阪府的轄區至今。

### 沿革

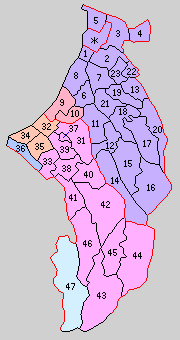
1889年大鳥郡轄下的行政區劃：
1.湊村 2.舳松村 3.向井村 4.五箇莊村 5.三寶村 6.鳳村 7.神石村 8.濱寺村 9.高石村 10.取石村 11.鶴田村 12.北上神村 13.東百舌鳥村 14.美木多村 15.中上神村 16.南上神村 17.西陶器村 18.久世村 19.深井村 20.東陶器村 21.八田莊村 22.中百舌鳥村 23.西百舌鳥村
（紫色：現屬堺市、紅色：現屬高石市。31 - 47屬和泉郡、＊為當時的堺市）

- 1889年04月1日：實施町村制，大鳥郡下設湊村（日语：湊町_(大阪府泉北郡)）、舳松村（日语：舳松村）、向井村（日语：向井町）、五箇莊村（日语：五箇荘村）、三寶村（日语：三宝村）、鳳村（日语：鳳町）、神石村（日语：神石村）、濱寺村（日语：浜寺町）、高石村、取石村（日语：取石村）、鶴田村（日语：鶴田村 (大阪府)）、北上神村（日语：北上神村）、東百舌鳥村（日语：東百舌鳥村）、美木多村（日语：美木多村）、中上神村（日语：中上神村）、南上神村（日语：南上神村）、西陶器村（日语：西陶器村）、久世村（日语：久世村 (大阪府)）、深井村（日语：深井村）、東陶器村（日语：東陶器村）、八田莊村（日语：八田荘村）、中百舌鳥村（日语：中百舌鳥村）、西百舌鳥村（日语：西百舌鳥村）。（23村）
- 1891年02月25日：神石村的大字踞尾地區被分出設立為踞尾村（日语：踞尾村）。（24村）
- 1894年02月10日：向井村的大字七道地區被併入堺市。
- 1894年11月10日：中上神村和南上神村合併為上神谷村（日语：上神谷村）。（23村）
- 1896年04月1日：實施郡制（日语：郡制），同時大鳥郡和和泉郡被合併為泉北郡。